# Белл (округ, Кентуккі)
Шаблон:StateAbbr_ 36°44′ пн. ш. 83°40′ зх. д. / 36.74° пн. ш. 83.67° зх. д.
Округ  Белл (англ. Bell County) — округ (графство) у штаті  Кентуккі, США. Ідентифікатор округу 21013.

## Історія
Округ утворений 1867 року.

## Демографія
За даними перепису 
2000 року 
загальне населення округу становило 30060 осіб, зокрема міського населення було 10968, а сільського — 19092.
Серед мешканців округу чоловіків було 14370, а жінок — 15690. В окрузі було 12004 домогосподарства, 8522 родин, які мешкали в 13341 будинках.
Середній розмір родини становив 2,95.
Віковий розподіл населення поданий у таблиці:
| Стать    | До 15 років | 15-21 | 22-29 | 30-39 | 40-49 | 50-65 | 65-85 | Понад 85 |
| -------- | ----------- | ----- | ----- | ----- | ----- | ----- | ----- | -------- |
| Чоловіки | 3051        | 1443  | 1585  | 2111  | 2119  | 2473  | 1466  | 122      |
| Жінки    | 2942        | 1468  | 1555  | 2283  | 2195  | 2706  | 2186  | 355      |

## Суміжні округи
- Клей — північ
- Леслі — північний схід
- Гарлан — схід
- Лі, Вірджинія — південний схід
- Клейборн, Теннессі — південь
- Вітлі — південний захід
- Нокс — північний захід

## Виноски
1. ↑  U.S. Decennial Census. United States Census Bureau. Архів оригіналу за 26 квітня 2015. Процитовано 12 серпня 2014.
2. ↑  Historical Census Browser. University of Virginia Library. Архів оригіналу за 11 серпня 2012. Процитовано 12 серпня 2014.
3. ↑  Population of Counties by Decennial Census: 1900 to 1990. United States Census Bureau. Архів оригіналу за 13 жовтня 2014. Процитовано 12 серпня 2014.
4. ↑  Census 2000 PHC-T-4. Ranking Tables for Counties: 1990 and 2000 (PDF). United States Census Bureau. Архів оригіналу (PDF) за 18 грудня 2014. Процитовано 12 серпня 2014.
5. ↑  State & County QuickFacts. United States Census Bureau. Архів оригіналу за 7 липня 2011. Процитовано 5 березня 2014. [Архівовано 2011-08-06 у Wayback Machine.](англ.) Наведено за англійською вікіпедією.
6. ↑  American FactFinder. Бюро перепису населення США. Архів оригіналу за 26 лютого 2012. Процитовано 31 січня 2008. [Архівовано 2008-05-21 у Wayback Machine.]

| США | Це незавершена стаття з географії США. Ви можете допомогти проєкту, виправивши або дописавши її. |